# Chiến tranh giành độc lập Croatia
Chiến tranh giành độc lập Croatia xảy ra trong khoảng thời gian từ năm 1991 đến năm 1995 giữa lực lượng người Croat trung thành với chính phủ Croatia vốn trước đó đã tuyên bố độc lập khỏi Cộng hòa Liên bang Xã hội chủ nghĩa Nam Tư chống lại Quân đội Nhân dân Nam Tư do người Serb kiểm soát cùng với lực lượng dân quân Serb. Quân đội Nhân dân Nam Tư chấm dứt các hoạt động của họ ở Croatia vào năm 1992. Ở Croatia, cuộc chiến này được biết với cái tên dân tộc chủ nghĩa là "Chiến tranh Tổ Quốc" (Domovinski rat) hoặc tên "Cuộc gây hấn Đại Serbia" (Velikosrpska agresija). Về phía Serbia, cái tên "Chiến tranh ở Croatia" (Rat u Hrvatskoj) và "Chiến tranh ở Krajina" (Rat u Krajini) thường được sử dụng.

### Sách
- Bjelajac, Mile; Žunec, Ozren; Mieczyslaw Boduszynski; Raphael Draschtak; Igor Graovac; Sally Kent; Rüdiger Malli; Srdja Pavlović; Jason Vuić (2009). "The War in Croatia, 1991–1995" (PDF). Trong Ingrao, Charles W.; Emmert, Thomas Allan (biên tập). Confronting the Yugoslav Controversies: a Scholars' Initiative (PDF). Purdue University Press. ISBN 1-55753-533-7.
- Blaskovich, Jerry (1997). Anatomy of Deceit: An American Physician's First-Hand Encounter with the Realities of the War in Croatia. New York City: Dunhill Publishing. ISBN 0-935016-24-4.
- Brown, Cynthia; Karim, Farhad (1995). Playing the "Communal Card": Communal Violence and Human Rights. New York City: Human Rights Watch. ISBN 978-1-56432-152-7.
- Bucknam, Mark (2003). Responsibility of Command. Maxwell Air Force Base: Air University Press. ISBN 1-58566-115-5. OCLC 52199670.
- Burg, Steven L.; Shoup, Paul S. (2000). The War in Bosnia-Herzegovina: Ethnic Conflict and International Intervention. New York City: M.E. Sharpe. ISBN 1-56324-309-1.
- Djokić, Dejan (2003). Yugoslavism: Histories of a Failed Idea, 1918-1992. C. Hurst & Co. Publishers. ISBN 978-1-85065-663-0.
- Dominelli, Lena (2007). Revitalising Communities in a Globalising World. Hampshire: Ashgate Publishing. ISBN 0-7546-4498-7.
- Doder, Dusko; Branson, Louise (1999). Milosevic: Portrait of a Tyrant. Simon & Schuster. ISBN 0-684-84308-0.
- Finlan, Alastair (2004). The Collapse of Yugoslavia, 1991–1999. Oxford: Osprey Publishing. ISBN 1-84176-805-7.[liên kết hỏng]
- Frucht, Richard C. (2005). Eastern Europe: An Introduction to the People, Lands, and Culture. Santa Barbara, California: ABC-CLIO. ISBN 1-57607-800-0.
- Glaurdić, Josip (2011). The Hour of Europe: Western Powers and the Breakup of Yugoslavia. Yale University Press. ISBN 978-0-300-16645-3.
- Goldstein, Ivo (1999). Croatia: A History. London: C. Hurst & Co. Publishers. ISBN 1-85065-525-1.
- Hanson, Alan (2000). "Croatian Independence from Yugoslavia, 1991–1992" (PDF). Trong Greenberg, Melanie C.; Barton, John H.; McGuinness, Margaret E. (biên tập). Words Over War, Mediation and Arbitration to Prevent Deadly Conflict (PDF). Rowman & Littlefield. ISBN 0-8476-9892-0. Bản gốc (PDF) lưu trữ ngày 20 tháng 7 năm 2006.
- Jović, Dejan (2009). Yugoslavia: A State that Withered Away. Purdue University Press. ISBN 978-1-55753-495-8.
- Kadijević, Veljko (1993). Moje viđenje raspada: vojska bez države [My View of Dissolution: an Army Without a State] (bằng tiếng Serbia). Belgrade: Politika. ISBN 86-7607-047-4.
- Kovačević, Drago; Linta, Miodrag (2003). Kavez: Krajina u dogovorenom ratu [Cage: Krajina in an Arranged War] (bằng tiếng Serbia). Belgrade: Srpski demokratski forum. ISBN 86-83759-04-0.
- Mann, Michael (2005). The Dark Side of Democracy: Explaining Ethnic Cleansing. Cambridge University Press. ISBN 0-521-53854-8.
- Mesić, Stjepan (2004). The Demise of Yugoslavia: A Political Memoir. Central European University Press. ISBN 963-9241-81-4.
- Meštrović, Stjepan Gabriel (1996). Genocide After Emotion: The Postemotional Balkan War. Routledge. ISBN 0-415-12294-5.
- Ramet, Sabrina P. (2006). The Three Yugoslavias: State-Building and Legitimation, 1918–2005. Bloomington, Indiana: Indiana University Press. ISBN 0-253-34656-8.
- Sekulić, Milisav (2000). Knin je pao u Beogradu [Knin Fell in Belgrade] (bằng tiếng Serbia). Nidda Verlag. UDK: 3 355.45(497.5-074)"1991/1995".
- Silber, Laura; Little, Allan (1996). The Death of Yugoslavia. Penguin Books. ISBN 0-14-026168-0.
- Silber, Laura; Little, Allan (1997). Yugoslavia: Death of a Nation. London: Penguin Books. ISBN 0-14-026263-6.
- Thomas, Nigel (2006). The Yugoslav Wars: Slovenia & Croatia 1991–95. Oxford: Osprey Publishing. ISBN 1-84176-963-0.
- Vrcelj, Marko (2002). Rat za Srpsku Krajinu: 1991–1995 [War for Serbian Krajina: 1991–1995] (bằng tiếng Serbia). Belgrade: Srpsko kulturno društvo "Zora". ISBN 978-86-83809-06-6.
- Wertheim, Eric (2007). Naval Institute Guide to Combat Fleets of the World: Their Ships, Aircraft, and Systems. Naval Institute Press. ISBN 1-59114-955-X.
- Western European Union (1986). Proceedings—Assembly of Western European Union: Actes officiels—Assemblée de l'Union de l'europe. University of Virginia.
- Zanotti, Laura (2011). Governing Disorder: UN Peace Operations, International Security, and Democratization in the Post-Cold War Era. Penn State Press. ISBN 978-0-271-03761-5.

### Những nguồn khác
- "The Prosecutor vs. Milan Babić - Judgement" (PDF). International Criminal Tribunal for the former Yugoslavia. ngày 26 tháng 6 năm 2009. Truy cập ngày 11 tháng 9 năm 2010.
- Eastern Europe and the Commonwealth of Independent States. Routledge. 1999. ISBN 978-1-85743-058-5.
- World of Information (2003). Europe Review. Kogan Page. ISBN 0-7494-4067-8.
- "The Prosecutor vs. Milan Martic - Judgement" (PDF). International Criminal Tribunal for the former Yugoslavia. ngày 12 tháng 6 năm 2007. Truy cập ngày 11 tháng 8 năm 2010.
- "The Prosecutor of the Tribunal against Slobodan Milošević (IT-02-54) - Indictment" (PDF). International Criminal Tribunal for the former Yugoslavia. ngày 22 tháng 10 năm 2002. Truy cập ngày 18 tháng 10 năm 2010.
- "Summary of the Judgement in the Case of Prosecutor v. Momčilo Perišić" (PDF). The Hague: International Criminal Tribunal for the former Yugoslavia. ngày 6 tháng 9 năm 2011. Truy cập ngày 7 tháng 9 năm 2011.
- Vesna Pešić (tháng 4 năm 1996). "Serbian Nationalism and the Origins of the Yugoslav Crisis". Peaceworks. Số 8. United States Institute for Peace. Bản gốc lưu trữ ngày 17 tháng 11 năm 2015. Truy cập ngày 29 tháng 11 năm 2012.
- Kreš, Marija, biên tập (tháng 9 năm 2010). "Prilog "Policija u Domovinskom ratu 1990. - 1991."" (PDF). Glasilo "Mir, ugled, povjerenje" (bằng tiếng Croatia). Số 42. Ministry of Internal Affairs of the Republic of Croatia. ISSN 1846-3444. Truy cập ngày 30 tháng 9 năm 2011.

- "Application of the Convention on the Prevention and Punishment of the Crime of Genocide (Croatia v. Serbia)" (PDF). Bản gốc (PDF) lưu trữ ngày 13 tháng 12 năm 2016. Truy cập ngày 9 tháng 6 năm 2017.

1. ↑  There was no formal declaration of war. The first armed clash of the war was the Pakrac clash on ngày 1 tháng 3 năm 1991,[1] followed by the Plitvice Lakes incident on ngày 31 tháng 3 năm 1991, when the first fatalities occurred.[2] The last major combat operation was Operation Storm, from 5–ngày 8 tháng 8 năm 1995.[3] Formally, hostilities ceased when the Erdut Agreement was signed on ngày 12 tháng 11 năm 1995.[4]

1. ↑  Stephen Engelberg (ngày 3 tháng 3 năm 1991). "Belgrade Sends Troops to Croatia Town". The New York Times. Truy cập ngày 11 tháng 12 năm 2010.
2. ↑  Chuck Sudetic (ngày 1 tháng 4 năm 1991). "Deadly Clash in a Yugoslav Republic". The New York Times. Truy cập ngày 11 tháng 12 năm 2010.
3. ↑  Dean E. Murphy (ngày 8 tháng 8 năm 1995). "Croats Declare Victory, End Blitz". Los Angeles Times. Truy cập ngày 18 tháng 12 năm 2010.
4. ↑  Chris Hedges (ngày 12 tháng 11 năm 1995). "Serbs in Croatia Resolve Key Issue by Giving up Land". The New York Times. Truy cập ngày 18 tháng 12 năm 2010.
5. ↑  Tus: U listopadu '91. HV je imao 70.000 vojnika[liên kết hỏng] Domovinski rat.hr
6. ↑  "Centar domovinskog rata - 1995". Bản gốc lưu trữ ngày 19 tháng 11 năm 2012. Truy cập ngày 17 tháng 7 năm 2012.
7. ↑  Darko Zubrinic. "Croatia within ex-Yugoslavia". Croatianhistory.net. Truy cập ngày 7 tháng 2 năm 2010.
8. ↑  Mirko Bilandžić (tháng 7 năm 2008). "Hrvatska vojska u međunarodnim odnosima" [Croatian Army in International Relations (English language summary)]. Polemos: časopis za interdisciplinarna istraživanja rata i mira (bằng tiếng Croatia). Quyển 11 số 22. Croatian Sociological Association and Jesenski & Turk Publishing House. ISSN 1331-5595. Truy cập ngày 21 tháng 12 năm 2010.
9. ↑  "Srbija-Hrvatska, temelj stabilnosti" [Serbia-Croatia, foundation of stability] (bằng tiếng Serbia). B92. ngày 4 tháng 11 năm 2010. Bản gốc lưu trữ ngày 8 tháng 11 năm 2010. Truy cập ngày 22 tháng 12 năm 2010.